# Pico Dufour
O Pico Dufour (em alemão:  Dufoursptize, em francês:  Pointe Dufour) é o pico mais alto do Monte Rosa, ele mesmo um dos componentes do maciço do Monte Rosa, e assim a montanha mais alta da Suíça e dos Alpes Peninos. Situado no cantão de Valais, é o terceiro ponto mais alto na cordilheira dos Alpes se se contar o Monte Branco de Courmayeur, e por isso faz parte dos Cumes dos Alpes com mais de 4000 m. Com 2165 m de proeminência topográfica, é o sétimo pico mais proeminente dos Alpes (apesar de ser o terceiro mais alto). O seu maciço está parcialmente em território italiano, mas o cume está apenas em território suíço.

## Homenagem
O nome Dufour é uma homenagem a Guillaume-Henri Dufour, engenheiro e oficial do exército suíço, pouco depois de terminar a elaboração dos mapas topográficos militar da Suíça, a pedido do "Bureau topographique fédéral", onde criou as cartas nacionais à escala 1:100 000. O ponto de referência para as medidas trigonométricas subsequentes é a pedra de Niton situada junto à Ponte do Monte Branco em Genebra ,
A primeira ascensão foi feita por John Birbeck, o reverendo Charles Hudson, Ulrich Lauener, Christopher Smyth, James G. Smyth, Edward Stephenson, Matthäus Zumtaugwald e Johannes Zumtaugwald em 1 de agosto de 1855.

## Imagens
- «Alps360:Dufourspitze» (em francês). www.alps360.ch